# Kostel svaté Rodiny (Nahořany)
Kostel svaté Rodiny je filiální římskokatolický kostel v obci Nahořany.
Kostel (někde uváděn jako kaple) byl postaven v roce 1862. K rekonstrukci kostela došlo v roce 1908, jak dokládá deska nad vstupem. Kaple byla rozšířena v průčelí na západní stranu a byla přistavěna nová věž. V průčelí kostela jsou niky se sochami Neposkvrněného početí a svatého Václava.

## Interiér
Obraz Rodiny páně byl původně v kostele v Novém Městě na Metují. Do kostela byl darován Janem Karlem Rojkem, novoměstským děkanem. Varhany byly zakoupeny v roce 1876 z Náchoda z tamního kostela svatého Michala.

## Galerie

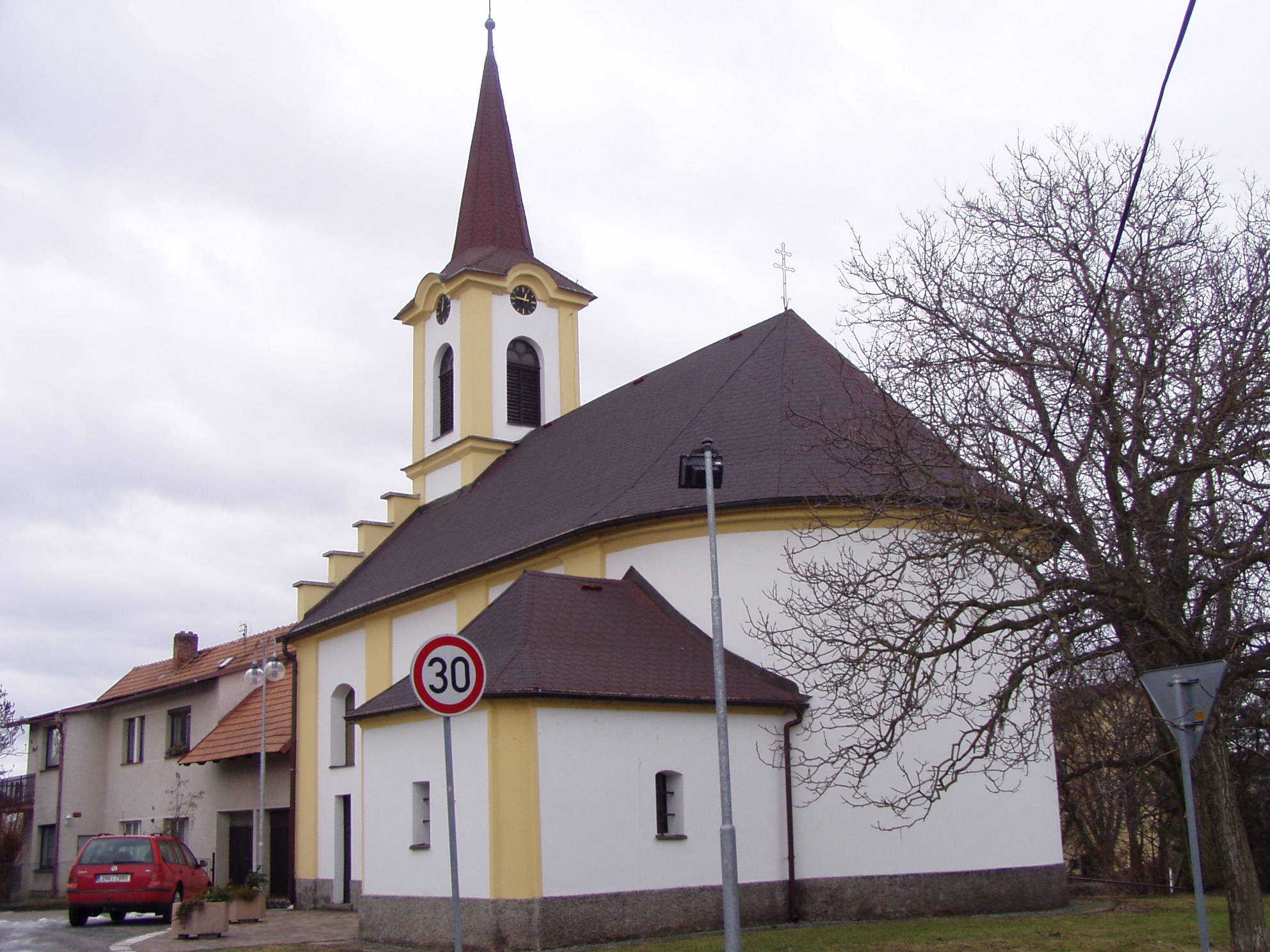
Pohled zezadu
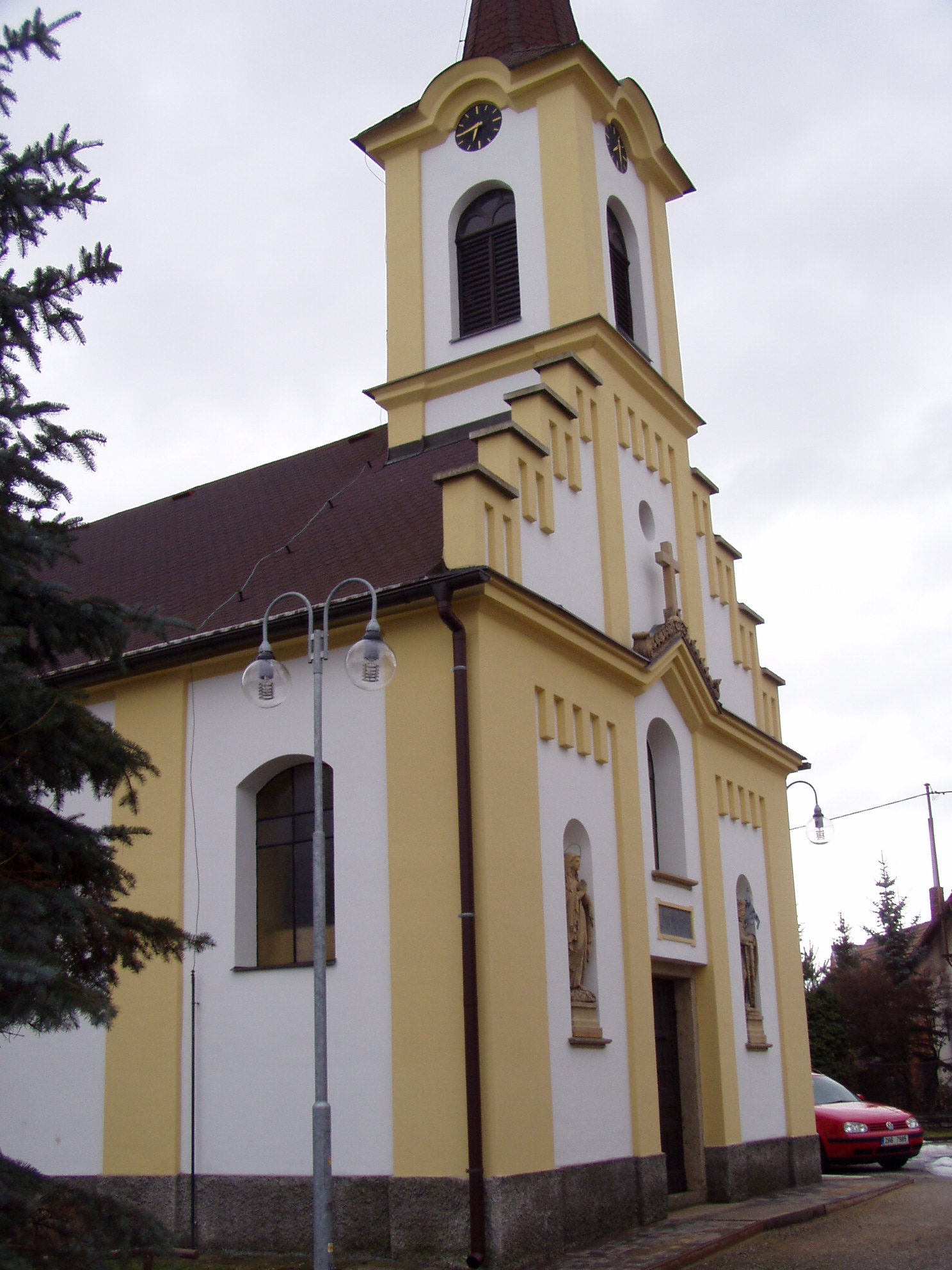
Kostel
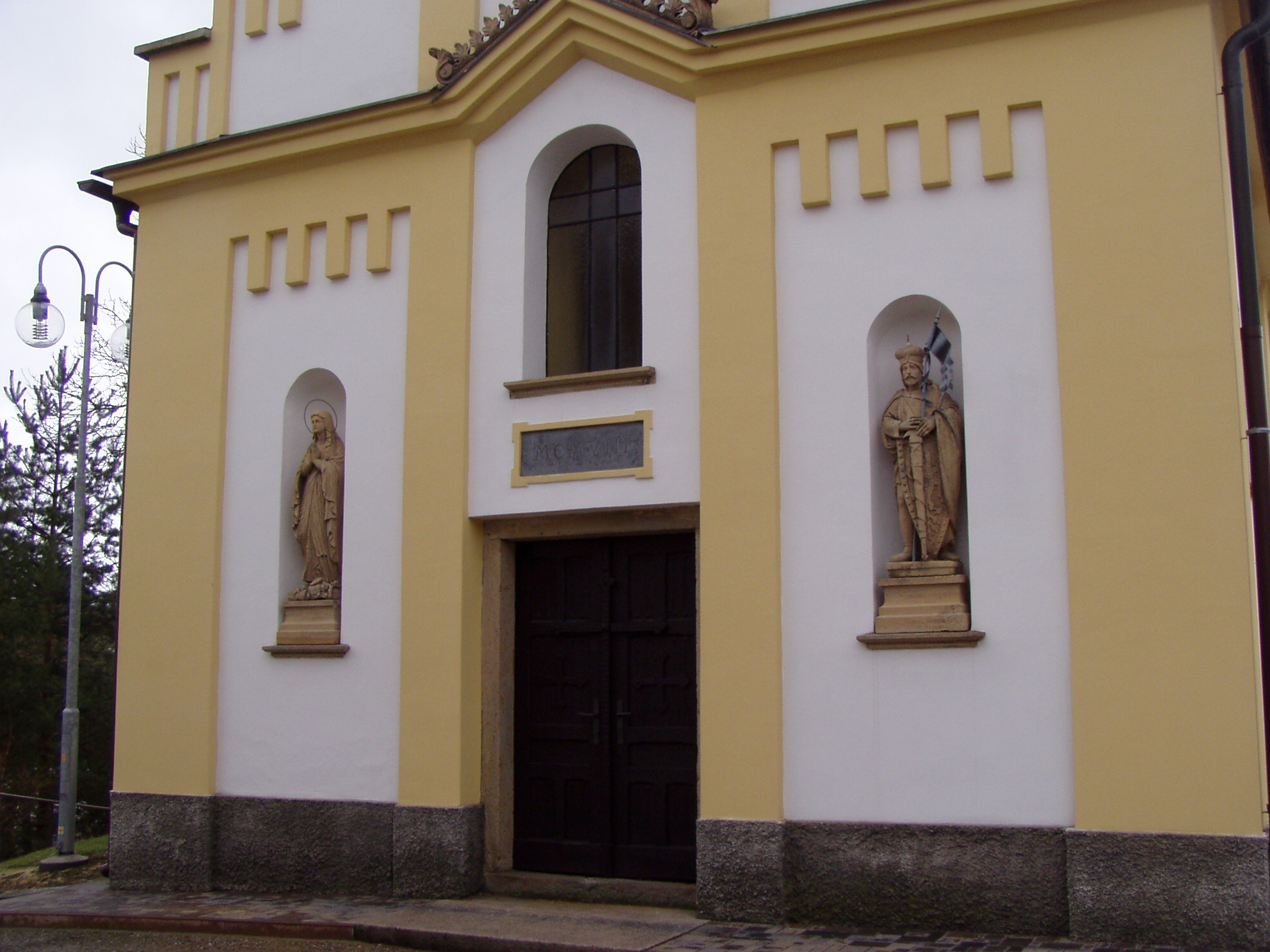
Detail průčelí
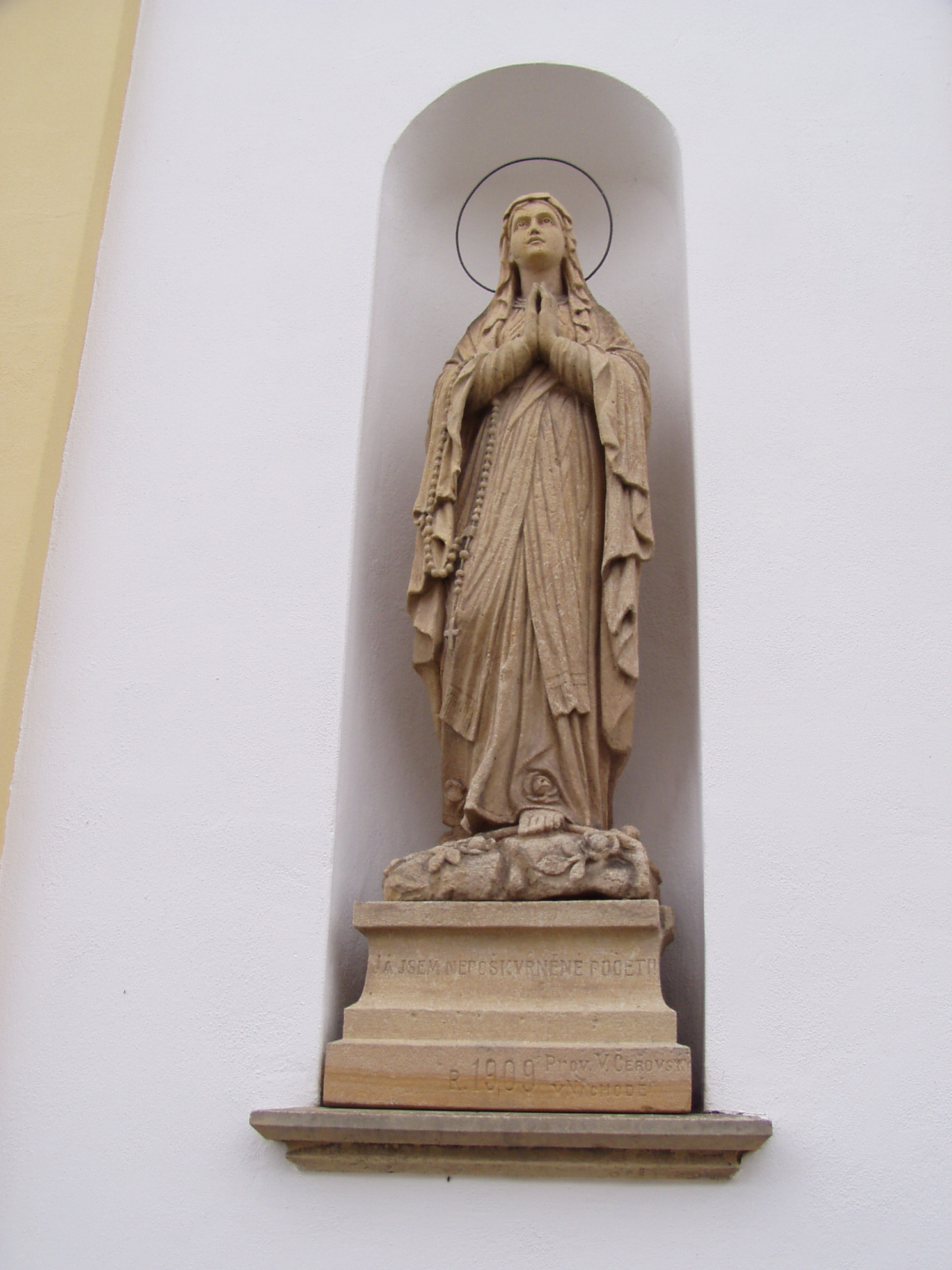
Socha Neposkvrněné početí
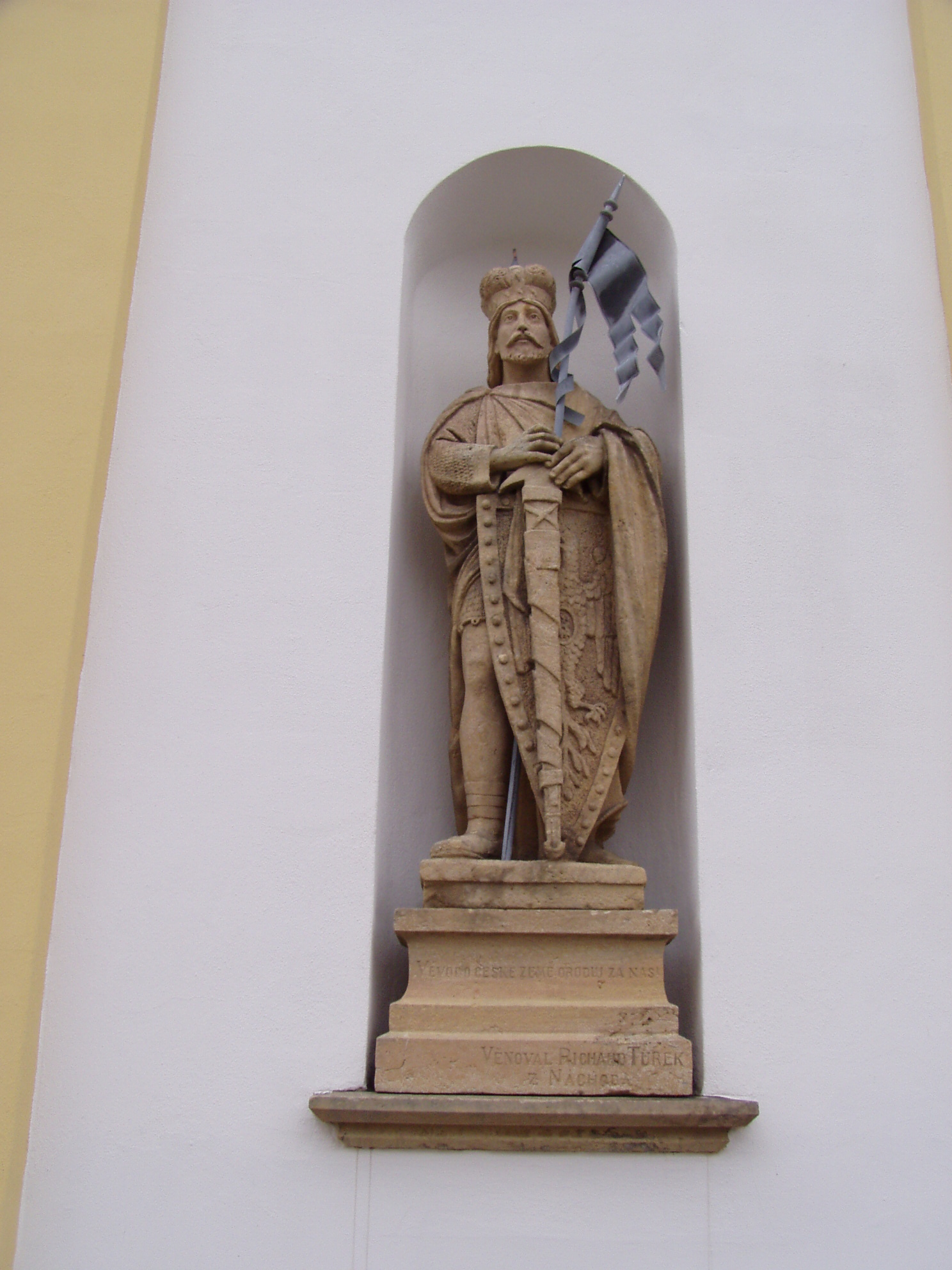
Socha sv. Václava
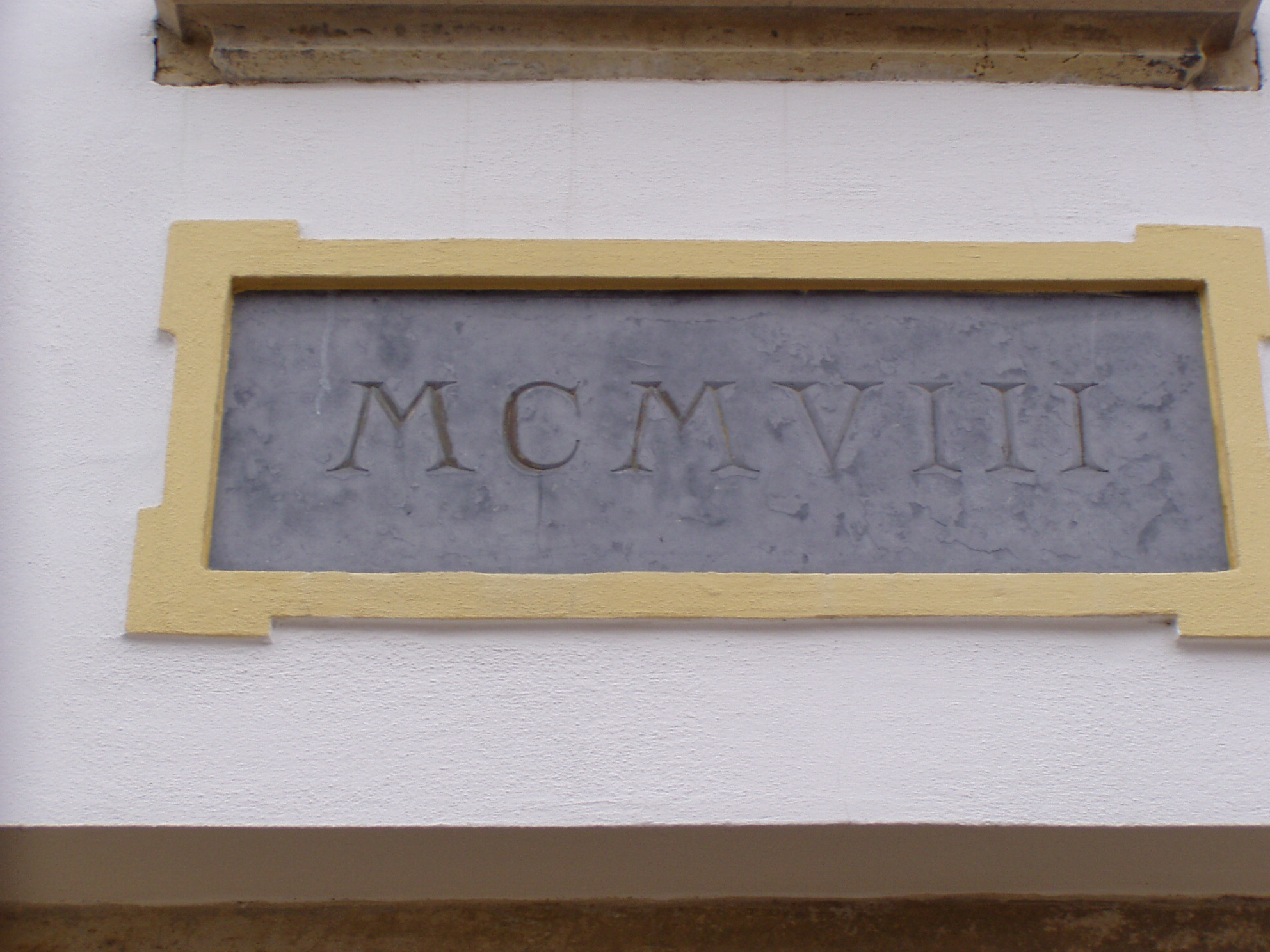
Letopočet 1908